# Districtes de Lesotho

Districtes de Lesotho.

El Regne de Lesotho es divideix en deu districtes, cadascun d'ells dirigit per un administrador de districte. Cada districte té una capital coneguda com a camptown. Els districtes se subdivideixen en 80 districtes electorals, que consten de 129 ajuntaments de la comunitat local. La majoria dels districtes porten el nom de les seves capitals. Hlotse, la capital del districte de Leribe, també es coneix com Leribe. Per contra, el districte de Berea a vegades és anomenat Teyateyaneng, basat en la seva capital.

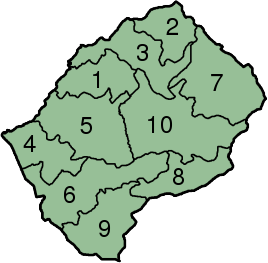
Mapa de Lesotho amb els districtes numerats.

| Clau | Districte     | Capital       | Població (cens de 2006) | Població (cens de 2016) | Superfície(km²) | Circumscripcions electorals (80 total) |
| ---- | ------------- | ------------- | ----------------------- | ----------------------- | --------------- | -------------------------------------- |
| 1    | Berea         | Teyateyaneng  | 248.225                 | 262.616                 | 2.222           | 11                                     |
| 2    | Butha-Buthe   | Butha-Buthe   | 109.139                 | 118.242                 | 1.767           | 5                                      |
| 3    | Leribe        | Hlotse        | 296.673                 | 337.521                 | 2.828           | 13                                     |
| 4    | Mafeteng      | Mafeteng      | 192.795                 | 178.222                 | 2.119           | 8                                      |
| 5    | Maseru        | Maseru        | 436.399                 | 519.186                 | 4.279           | 18                                     |
| 6    | Mohale's Hoek | Mohale's Hoek | 173.706                 | 165.590                 | 3.530           | 8                                      |
| 7    | Mokhotlong    | Mokhotlong    | 95.332                  | 100.442                 | 4.075           | 4                                      |
| 8    | Qacha's Nek   | Qacha's Nek   | 71.756                  | 74.566                  | 2.349           | 3                                      |
| 9    | Quthing       | Quthing       | 119.811                 | 115.469                 | 2.916           | 5                                      |
| 10   | Thaba-Tseka   | Thaba-Tseka   | 128.885                 | 135.347                 | 4.270           | 5                                      |